# 扎里奇涅 (拉季維利夫區)
50°15′12″N 25°28′22″E / 50.25333°N 25.47278°E
扎里奇涅（烏克蘭語：Зарічне），是烏克蘭西北部的村莊，隸屬里夫內州的杜布諾區。該村始建於1890年，面積1.48平方公里，海拔高度211米，2001年人口828，人口密度每平方公里560.2人。